# Houses of the Holy
1973. március 28-án jelent meg a Led Zeppelin ötödik albuma, a Houses of the Holy. A címet azoknak a rajongóknak ajánlották, akik elmentek a koncertekre; a koncertek helyszíneit hívták „Houses of the Holy – Szent házak”-nak. A "D'yer Mak'er" egy reggae stílusú dal, melynek címe egy szójátékra épül: „My wife's been to the West Indies.” „Jamaica?” „No, she went of her own accord.” Szó szerint ezt jelenti: „A feleségem a karibi szigeteken volt.” „Jamaicában?” „Nem, önszántából ment.” Ahogy az angolok Jamaica nevét kiejtik, az nagyon hasonlít a „Did you make her? – Te küldted oda?” szlenges változatához. Az első oldalt a "The Crunge" zárja, egy funkos tisztelgés James Brown előtt. Az album záródalát, a "The Ocean"-t szintén a „rajongók tengerének” ajánlották.
Az album borítóját Arthur C. Clarke A gyermekkor vége című regényének befejezése ihlette. Tulajdonképpen több képből álló kollázs, melyek az észak-írországi Óriások útján (Giant's Causeway) készültek. A borítót a Hipgnosis tervezte, a csoport gyakran dolgozott a Pink Floyddal. A fotózás egy hétig tartott, de egyik reggel sem jártak sikerrel. A nap sosem sütött ki, végig esett az eső vagy nagyon be volt borulva az ég, a legtöbb modellt pedig nem is használták. A fotózások eredménye nem volt kielégítő, de néhány színezési eljárással egy varázslatos borítót sikerült készíteni. A boltokba csomagolópapírban került az album, hiszen a képen meztelen gyerekek szerepelnek; Spanyolországban és az USA néhány déli államában még így is betiltották.
Az album fordulópontot jelentett a Led Zeppelin stílusában. A gitárriffek keményebbek lettek, a blues hatása elmúlt, a szövegekben pedig egyre nagyobb szerepet kapott a misztika.
Felvettek egy "Houses of the Holy" című dalt is, de ez csak az 1975-ös Physical Graffitin jelent meg.
2003-ban a Rolling Stone magazin Minden idők 500 legjobb albumának listája szavazáson a 149. helyet érte el, 2020-ban pedig 278. helyen volt.

## Az album dalai
1. "The Song Remains the Same" (Jimmy Page – Robert Plant) – 5:30
2. "The Rain Song" (Jimmy Page – Robert Plant) – 7:39
3. "Over the Hills and Far Away" (Jimmy Page – Robert Plant) – 4:50
4. "The Crunge" (John Bonham – John Paul Jones – Jimmy Page – Robert Plant) – 3:17
5. "Dancing Days" (Jimmy Page – Robert Plant) – 3:43
6. "D'yer Mak'er" (John Bonham – John Paul Jones – Jimmy Page – Robert Plant) – 4:23
7. "No Quarter" (John Paul Jones – Jimmy Page – Robert Plant) – 7:00
8. "The Ocean" (John Bonham – John Paul Jones – Jimmy Page – Robert Plant) – 4:31

## Közreműködők
- Jimmy Page – akusztikus, elektromos és pedálos steel gitár, vokál, producer
- Robert Plant – ének, szájharmonika
- John Paul Jones – basszusgitár, orgona, billentyűs hangszerek, vokál
- John Bonham – dob, ütőhangszerek, vokál

### Produkció
- Eddie Kramer – hangmérnök, keverés
- Andy Johns – hangmérnök, keverés (7)
- Keith Harwood – keverés
- Hipgnosis – borítóterv
- Aubrey Powell – borítókép
- Peter Grant – produkciós vezető